# Neville Lederle
Neville Lederle (Theunissen, Winburg, Estado Libre de Orange, 25 de septiembre de 1938-Knysna, Cabo Occidental, 17 de mayo de 2019) fue un piloto de automovilismo sudafricano. Participó frecuentemente en los Grandes Premios de Fórmula 1 disputados en su país de origen a principios de los años 60, tanto eventos puntuables para el campeonato mundial como no. Fue campeón del Campeonato Sudafricano de Fórmula 1 en 1963. 

## Carrera deportiva
Lederle comenzó a competir en 1958. En Inglaterra, fue miembro de la escuela de pilotos de Jim Russell, mientras competía en Fórmula Junior.
Su primera carrera de Fórmula 1 fue el Gran Premio de Natal de 1961, en Westmead, compitiendo con un Lotus 21 que había adquirido recientemente. Al inicios del año siguiente participó en el Gran Premio del Cabo en Killarney. En diciembre de aquel 1962, Lederle fue parte de las tres carreras de Fórmula 1 que se disputaron en el país, los Grandes Premios de Rand (en Kyalami), de Natal y el evento principal, el Gran Premio de Sudáfrica puntuable por el campeonato mundial, disputado en East London. Lederle finalizó quinto y cuarto en los dos eventos fuera del campeonato y sexto en el GP de Sudáfrica, sumando por lo tanto un punto en el mundial.
En 1963 no participó en carreras internacionales de F1, pero obtuvo el título en el campeonato nacional con seis victorias, ante pilotos como Peter de Klerk y John Love. Sin victorias locales al año siguiente, Lederle solamente participó en el GP de Rand de 1964, donde finalizó décimo, y perdió interés por el deporte. En 1965 fue inscrito en el GP de Sudáfrica junto a su ya viejo Lotus 21 por la Scuderia Scribante, pero falló en el intento de clasificarse a la carrera. De esta manera, el sudafricano decidió retirarse de las carreras.

## Resultados

### Fórmula 1
(Clave) (negrita indica pole position) (cursiva indica vuelta rápida)

| Año     | Equipo             | 1       | 2   | 3   | 4   | 5   | 6   | 7   | 8   | 9     | 10  | Pos. | Puntos |
| ------- | ------------------ | ------- | --- | --- | --- | --- | --- | --- | --- | ----- | --- | ---- | ------ |
| 1962    | Neville Lederle    | NED     | MON | BEL | FRA | GBR | GER | ITA | USA | RSA 6 |     | 18.º | 1      |
| 1965    | Scuderia Scribante | RSA DNQ | MON | BEL | FRA | GBR | NED | GER | ITA | USA   | MEX | NC   | 0      |
| Fuente: |                    |         |     |     |     |     |     |     |     |       |     |      |        |